# 高阪勝之
高阪 勝之（こうさか かつゆき、1987年 - ）は、日本の俳優。滋賀県出身。

## 来歴
高校時代から演劇を始めて近畿大学在学中の2006年、池浦さだ夢に誘われて「男肉 du Soleil」の公演に出演した事がきっかけで劇団に入る事になった。
2009年に劇団「滅」、2012年に劇団「MONO」の土田英生・大学の後輩（岩田奈々、高橋明日香）と共に演劇ユニット「kitt」を結成する。所属する劇団以外では、ヨーロッパ企画関連作品や、THE ROB CARLTON（村角太洋 演出）の舞台作品などに出演している。

## 出演作品

### 舞台
男肉 du Soleil 公演
- 作品一覧はこちらを参照

劇団「滅」公演
- にしむくさむらい（2009年、アートコンプレックス1928）演出

MONO 公演
- 空と私のあいだ（2011年、AI・HALL）[注 1][6]
- ぶた草の庭（2015年、下北沢ザ・スズナリ 他）

kitt 公演
- 梢をタコと読むなよ（2012年、AI・HALL）
- ウィンカーを、美ヶ原へ（2013年、下北沢駅前劇場）

THE ROB CARLTON 公演
- スティング・オペレーション（2014年、元・立誠小学校）
- ELDER STATESMAN'S GARDEN（2015年、HEP HALL）
- THE WILSON FAMILY（2016年、HEP HALL）[7]
- マダム（2018年、HEP HALL 他）[8]
- SINGER-SONGWRITERS（2018年、HEP HALL 他）[9]
- STING OPERATION（2019年、神戸アートビレッジセンター）[10]
- ジェシカと素敵な大人たち（2019年、ABCホール）
- ENCOUNTERS with TOO MICHI（2025年、赤坂RED/THEATER / ABCホール）[11]

その他
- 猫ふんぢゃった（2008年、近畿大学本部キャンパス アート館）演出 [12]
- 夢見る力　ゴドーと三人姉妹（2008年、日本橋アートスタジオ、演出：竹内銃一郎）
- 唐十郎演劇塾「少女仮面」（2009年、東京芸術劇場 小ホール、演出：唐十郎）
- ヤングフォーエバー（2011年、ぽんプラザホール 他）
- コメディホール「象の鼻はなぜ長い？」（2014年、元・立誠小学校）
- 平日の君へ（2014年、元・立誠小学校）
- 阿部定の犬（2015年、AI・HALL 他）
- ハイアガール（2016年、京都芸術センター）
- 劇作バトル！「月とスイートスポット」（2016年、ドーンセンター）[13]
- Small town, Big city（2018年、ABCホール）[14]
- Qu 'est-ce que c 'est que moi?（2019年、THEATRE E9 KYOTO）[15]
- 神戸の湊、千年の交々（2024年、兵庫県立芸術文化センター）[16]

### テレビドラマ
- 安楽椅子探偵と忘却の岬（2008年、ABCテレビ）
- タクシードライバー祇園太郎（2011年、NHK）声の出演
- 純と愛（2012年、NHK）
- ヨメ代行はじめました。（2013年、関西テレビ）
- 天才脚本家 梶原金八（2014年、時代劇専門チャンネル）
- 10神スパイ大作戦－コード・バリカタ－（2019年、福岡放送）
- スローな武士にしてくれ〜京都 撮影所ラプソディー〜（2019年、NHK BSプレミアム）照明助手 役

### その他
- キョートカクテル（2014年 - 2015年、LaLa TV）声の出演（シーズン1・2）[17][注 3]
- 趣味の園芸 京も一日陽だまり屋（2017年、NHK）声の出演